# Gertrude (Hamlet)
Pour les articles homonymes, voir Gertrude.

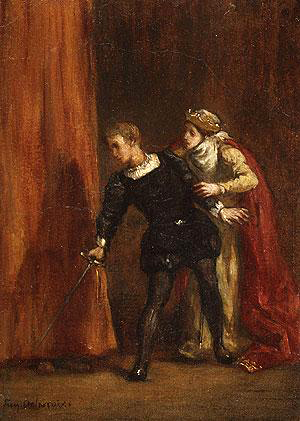
Gertrude et son fils Hamlet.Peinture d'Eugène Delacroix vers 1830.

Gertrude est un personnage de fiction de la tragédie d'Hamlet, l'une des plus célèbres pièces de William Shakespeare. 
Gertrude, la mère d'Hamlet ainsi que la seconde femme de son père et de son oncle, est la reine du Danemark. La mort de Polonius l'a horriblement terrorisée. Plus tard, elle meurt en buvant le vin empoisonné destiné à Hamlet.